# Adrian Gretsch

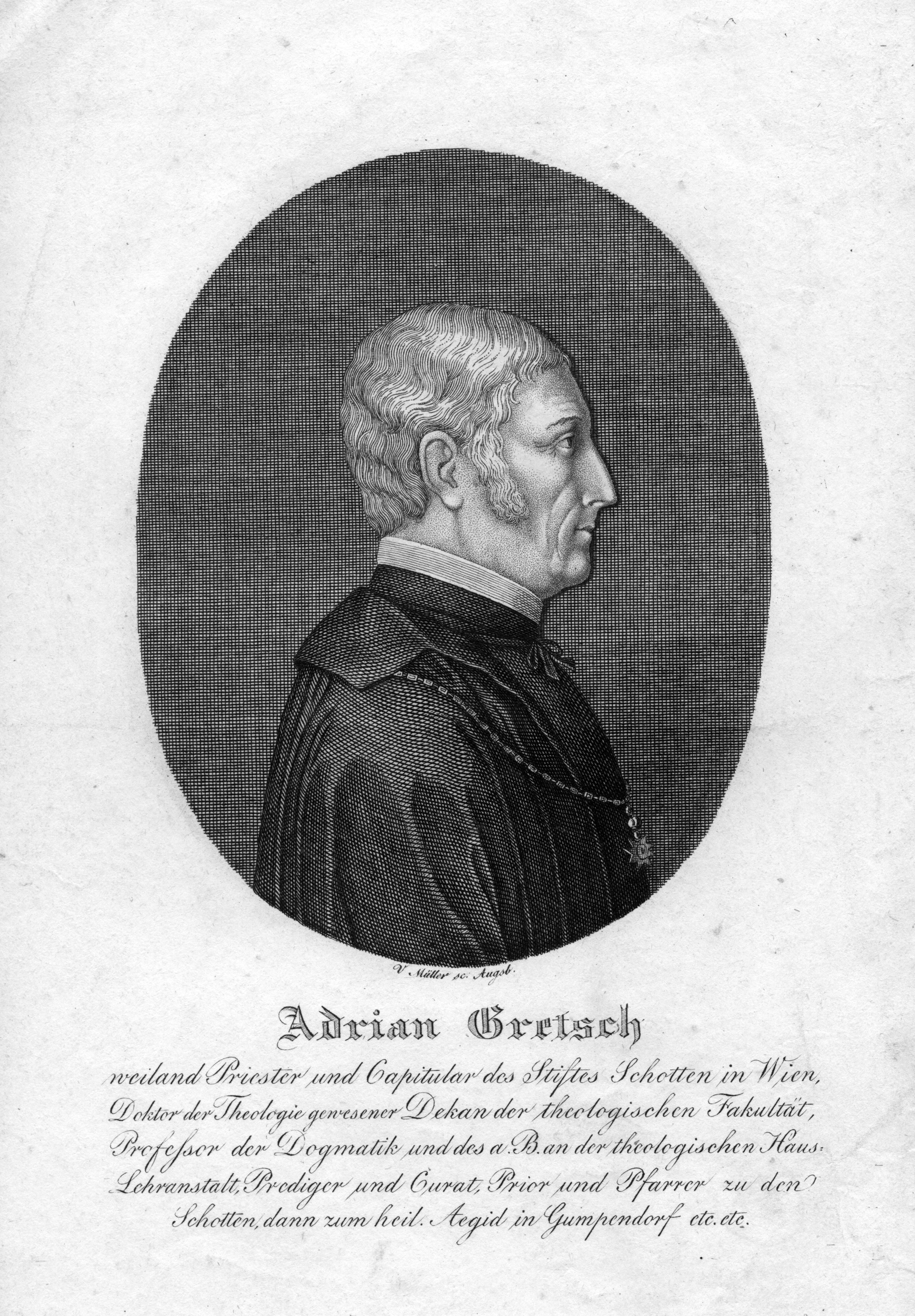
Adrian Gretsch

Adrian Gretsch OSB (* 11. Oktober 1753 in Wien; † 28. Oktober 1826 ebenda) war ein österreichischer römisch-katholischer Dogmatiker.

## Leben
Gretsch trat 1770 in die Wiener Schottenabtei ein und wurde 1776 zum Priester geweiht. Er widmete sich der Theologie und unterrichtete an der theologischen Hauslehranstalt des Schottenstiftes Dogmatik und alttestamentliche Exegese. 1784 wurde er Professor für Theologie an der Universität Wien, ab 1792 war er Examinator für die Rigorosen. 1786 war er Dekan der Katholisch-Theologischen Fakultät.
Bereits ab 1783 wirkte Gretsch als Kurat an der Stiftspfarre, ab 1786 war er 21 Jahre hindurch Stiftsprediger. 1804 berief ihn Abt Benno Pointner in das Amt des Priors, das er allerdings bereits 1807 nach der Abtwahl Andreas Wenzels wieder abgab. In diesem Jahr zog er sich zur Seelsorge nach Gumpendorf zurück, wo er bis zu seinem Tod 1826 Pfarrer war.
Zeitlebens hatte Gretsch einen hervorragenden Ruf als Prediger, der auch von anderen christlichen Konfessionen geschätzt wurde. Im Übergang zwischen Aufklärung und Romantik führte er die Predigt über den Rationalismus hinaus. Seine gesammelten Fasten-, Sonntags- und Feiertagspredigten wurden zunächst in acht Bänden herausgegeben und im Laufe des 19. Jahrhunderts, angereichert durch seinen Nachlass, wiederholt aufgelegt.

## Werke (Auswahl)
- Fastenpredigten. 2 Bände. Wien 1796 (2. Aufl. 1804).
- Sonntagspredigten. 4 Bände. Wien 1797–1799.
- Feyertagspredigten. 2 Bände. Wien 1799.